# 彼得·奥莱斯克
彼得·奥莱斯克（1993年4月22日—），爱沙尼亚男子射击运动员，2022年世界射击锦标赛男子25米中火手枪铜牌得主、2023年世界射击锦标赛男子25米中火手枪银牌得主。